# جان نات
جان نات (انگلیسی: John Nott؛ زادهٔ ۱ فوریهٔ ۱۹۳۲ – درگذشتهٔ ۶ نوامبر ۲۰۲۴) سیاستمدار اهل بریتانیا بود.
وی از سال ۱۹۷۹ تا ۱۹۸۱ وزیر بازرگانی بریتانیا و از سال ۱۹۸۱ تا ۱۹۸۳ وزیر دفاع بریتانیا بوده‌است.
جان نات در ۶ نوامبر ۲۰۲۴، در سن ۹۲ سالگی درگذشت.